# Francisco Javier Sánchez Jiménez
Francisco Javier Sánchez Jiménez (Málaga, 17 de marzo de 1979), más conocido como Francis Sánchez es un exjugador de baloncesto profesional y jugador de baloncesto profesional y entrenador de nacionalidad española.

## Biografía
Malagueño de nacimiento, militó en la cantera del Unicaja Málaga hasta que fichó por el Lucentum Alicante donde continuó su formación como jugador llegando a debutar en la liga ACB.
Tras abandonar Alicante jugó en varios equipos como el Universidad Compluetense o el Plasencia Galco e incluso tuvo una breve experiencia en el baloncesto francés en las filas del Rueil Probasket de la LNB hasta que en la temporada 2004/05 ficha por el UB La Palma donde juega hasta que en la temporada 2006/07 ficha por otro conjunto canario el Tenerife Rural en el que milita hasta el final de la temporada 2008/09.
A principios de junio de 2009 se confirma su fichaje por el Cáceres 2016 de la liga LEB Oro. En el club extremeño disputa dos temporadas consolidándose como uno de los mejores aleros de la liga y ayudando al equipo al alcanzar dos veces consecutivas los play-off de ascenso a la liga ACB. En su última temporada con el Cáceres firma unos números de 14 puntos, 3,1 rebotes y 1,7 por partido.
En julio de 2011 el CB Granada, recién descendido a la LEB Oro, anuncia la contratación del jugador. Tras iniciar la temporada con el conjunto andaluz, en enero de 2012 abandona la disciplina del mismo por los problemas económicos que el club arrastraba y tras descartar ofertas como la del Ford Burgos, se confirma su regreso al Cáceres Patrimonio de la Humanidad de LEB Oro que había abandonado unos meses antes.
Esa temporada se convierte en uno de sus jugadores más determinantes del conjunto extremeño y en uno de los principales artífices en conseguir que el club se clasifique, en el último partido de la liga regular, para disputar los play-offs de ascenso a la liga Endesa.
En 2013, aunque finaliza como máximo anotador de la LEB Oro, desciende con el Melilla Baloncesto a LEB Plata. También jugó en Cáceres, Granada, Melilla y en el Clínicas Rincón.
Francis Sánchez dio que hablar fue en 2013, cuando estuvo a punto de convertirse en el primer jugador en emigrar a la Liga argentina. Estuvo fichado por el Peñarol del Mar de Plata, pero problemas familiares impidieron su marcha.
En octubre de 2014, el alero malagueño anunció, a través de su cuenta de Twitter, su retirada del baloncesto profesional por culpa de sus graves problemas de rodilla.

## Carrera como asistente
En agosto de 2015 firma con el UCAM CB para formar parte del equipo técnico del griego Fotis Katsikaris junto con Josh Fisher.
En octubre de 2015, el técnico asistente del UCAM Murcia, se ve obligado a dejar la rutina del club por la enfermedad de su hija Martina, que sufre leucemia.
Su despedida de este club, fue con este mensaje "No tengo palabras para esto. Eternamente UCAM Murcia. No tenemos palabras para agradecer esto que estás haciendo. Mi familia y yo seremos eternamente de Murcia"

## Jugador
- 1997/99: Unicaja Málaga. EBA
- 1999/00: Lucentum Alicante. LEB
- 2001/02: Rueil Probasket. LNB
- 2002/03: Universidad Complutense. LEB
- 2004/05: Ambroz Plasencia. LEB
- 2005/06: UB La Palma. LEB
- 2006/09: Tenerife Rural. LEB Oro
- 2009/11: Cáceres Ciudad del Baloncesto. LEB Oro
- 2011: CB Granada. LEB Oro
- 2012: Cáceres Patrimonio de la Humanidad. LEB Oro
- 2012/13: Melilla Baloncesto. LEB Oro
- 2013/14: Instituto de Fertilidad Clínicas Rincón Liga Oro

## Entrenador
- 2017/18: C.B. Cazorla